# 비흐토리 코소넨

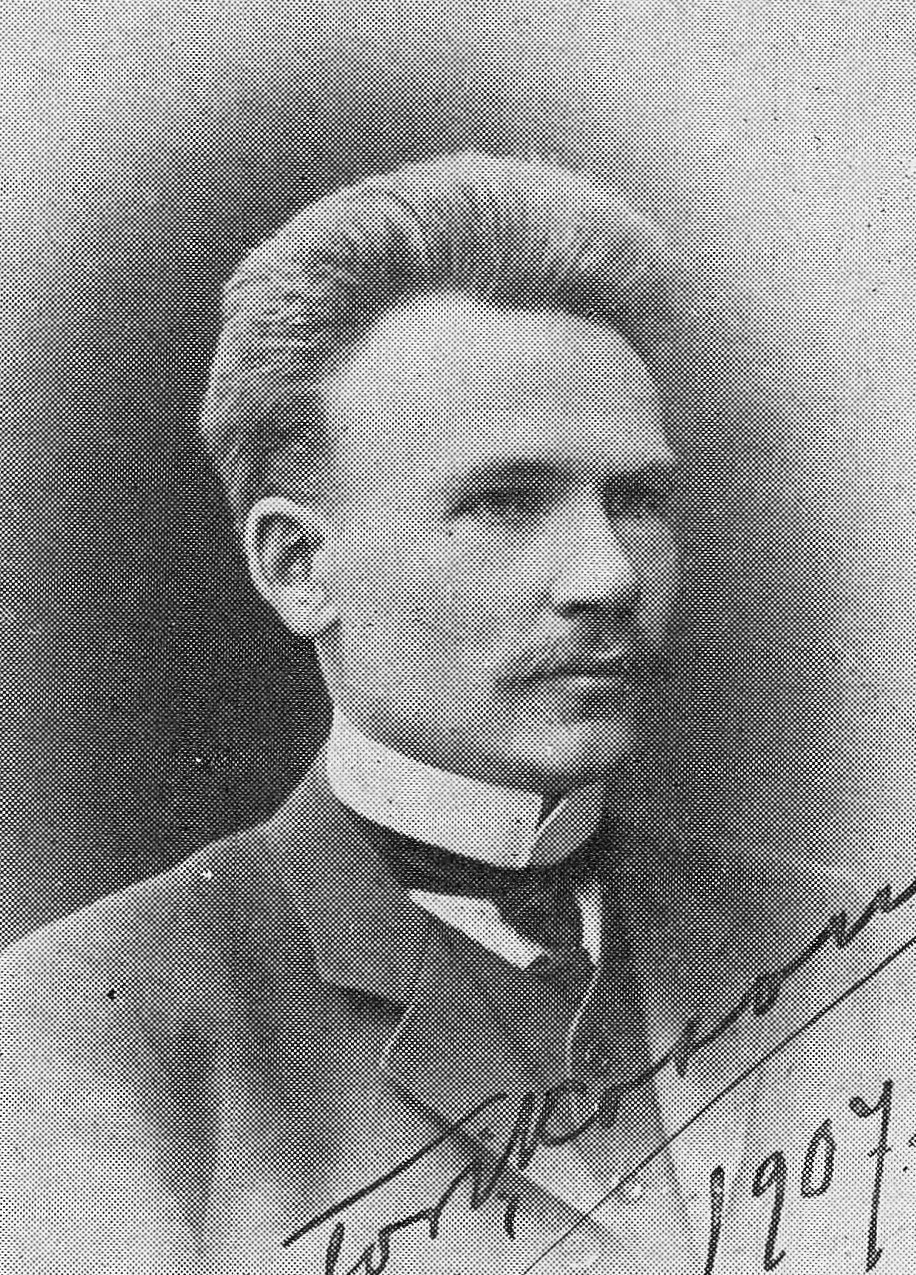
1907년 사진.

비흐토리 코소넨(핀란드어: Vihtori Kosonen: 1873년-??)은 핀란드의 사회주의자, 언론인, 출판인, 자유사상가다. 핀란드계 미국인 사회주의 운동사에서 중요한 인물이다.
핀란드에서 코소넨은 사회민주당 당원으로서 1895년 창간된 당보 『튀외미에스』지 주간을 지냈다. 제1차 러시아화 정책기인 1898년 미국으로 이주했다. 알프레드 탄네르, 타비 타이니오, 에투 살린 등 다른 핀란드 노동운동 지도자들도 같은 시기 도미했고, 코소넨을 비롯한 이들은 미국에서 핀란드계 이민자들의 사회주의 운동을 조직했다.
1905년 핀란드로 귀국하여 탐페레의 사회주의 신문 『칸산 레흐티』에서 일했고, 1905년 총파업 당시 탐페레 파업위원회 위원으로서 적색선언 작성에 참여했다. 하지만 무장투쟁노선에 반대하여 인기를 잃었고, 1906년 10월 탐페레 노동자협회에서 제명되었다. 이후 러시아 혁명 기간에는 사민당의 급진화와 무장혁명을 반대하는 입장에 섰다.